# Santa Elena, Ascensión y Tristán de Acuña
Santa Elena, Ascensión y Tristan da Cuña (en inglés, Saint Helena, Ascension and Tristan da Cunha) es un territorio británico de ultramar, compuesto por diversas islas ubicadas en el Atlántico Sur, entre América del Sur y África.
Los principales territorios insulares que componen esta entidad territorial son la isla Santa Elena, donde se ubica Jamestown que es el principal centro poblado y capital del territorio, la isla Ascensión y el grupo de islas de Tristán de Acuña. Es de destacar la enorme distancia que hay entre las islas: entre Ascensión y Santa Elena hay 1300 kilómetros, y de esta última a Tristán de Acuña más de 2700 kilómetros.
Hasta el año 2009, este territorio fue llamado Santa Elena y Dependencias (Saint Helena and Dependencies en inglés) o simplemente Santa Elena. Sin embargo, el 1 de septiembre de ese mismo año, entró en vigencia una nueva constitución que estableció el actual nombre y entregó igual estatus a cada territorio insular.
La isla de Santa Elena es mundialmente conocida por haber sido el lugar donde fue exiliado y donde murió Napoleón Bonaparte en 1821.

## Historia
Desde el punto de vista geológico las islas tienen origen volcánico. Santa Elena, Ascensión y Tristán de Acuña han sido colonias de la Corona inglesa, aunque fueron descubiertas por exploradores portugueses y españoles entre 1502 y 1504.

### Descubrimiento portugués
Los portugueses encontraron Santa Elena deshabitada, con gran abundancia de árboles y agua fresca. Los portugueses recogieron madera, fruta y vegetales, y construyeron una capilla y una o dos casas. Aunque no formaron un asentamiento permanente, la isla se convirtió en un punto crucial de paso para reponer víveres en los viajes que los portugueses hacían desde Asia. Un pirata inglés, Francis Drake arribó probablemente a esta isla al final de su viaje de circunnavegación del globo (1577-1580). Los ingleses siguieron llegando a la isla y alguna vez atacaron a los navíos portugueses. Por otra parte, los holandeses quisieron hacerse con la isla para desarrollar el comercio con el Lejano Oriente. Realizaron una reclamación formal en 1633, pero no consiguieron asentarse en la isla y en 1651 la abandonaron definitivamente a favor de la colonia del Cabo de Buena Esperanza.

### Colonización británica

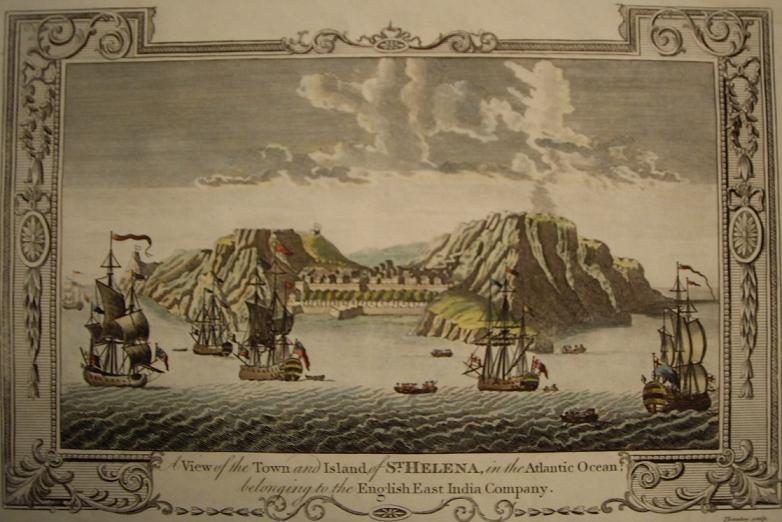
'Una vista de la ciudad y de la isla de St. Elena perteneciendo a Compañía Británica de las Indias Orientales', grabado en 1790

En 1657 los ingleses, sin hacer caso a las reclamaciones portuguesas de soberanía, se apoderaron de la isla. Es cuando a la Compañía Británica de las Indias Orientales se le concedió el gobierno de Santa Elena por Oliver Cromwell y al año siguiente la Compañía decidió fortificar y colonizar la isla con agricultores. El primer gobernador, el capitán John Dutton, llegó en 1659, y así se convirtió en la segunda colonia británica más antigua después de Bermudas. El fuerte fue completado y se construyeron numerosas casas. Después de la Restauración de la Monarquía en Inglaterra en 1660, la Compañía de las Indias Orientales recibió la aprobación real de fortificar y colonizar las islas. El fuerte fue renombrado James Fort y la ciudad Jamestown en honor al duque de York, que más tarde sería Jacobo II de Inglaterra.
Debido a los cambios geopolíticos, todas las islas pasaron a formar parte del Reino Unido, como colonias del Imperio Británico. El asentamiento más importante, la isla de Santa Elena, fue gobernada por la Compañía de las Indias Orientales desde 1659. La isla se hizo internacionalmente famosa por ser el lugar del exilio de Napoleón Bonaparte, que vivió allí desde octubre de 1815 hasta su muerte el 5 de mayo de 1821. En 1834 la isla se convierte en colonia de la corona por el Acta de Gobierno de la India de 1833. La isla de Ascensión recibió una guarnición el 22 de octubre de 1815 de la Royal Navy. En el final de la Era de la Vela, adquirió importancia como lugar de aprovisionamiento de carbón para barcos. Por la misma razón, Tristán de Acuña fue anexionada haciéndola depender de la Colonia del Cabo.
La unión política entre estas colonias comenzó a tomar forma el 12 de septiembre de 1922, cuando la Isla de Ascensión se convirtió en una dependencia de Santa Elena. Tristán de Acuña, que era la menos habitada y aún hoy no supera los 300 habitantes, también pasó a depender el 12 de enero de 1938. Las tres islas compartieron una relación constitucional hasta que el 1 de septiembre de 2009 todas las islas pasaron al mismo estatus y el nombre del territorio cambió a "Santa Elena, Ascensión y Tristán de Acuña".

### Segunda Guerra Mundial y presencia militar

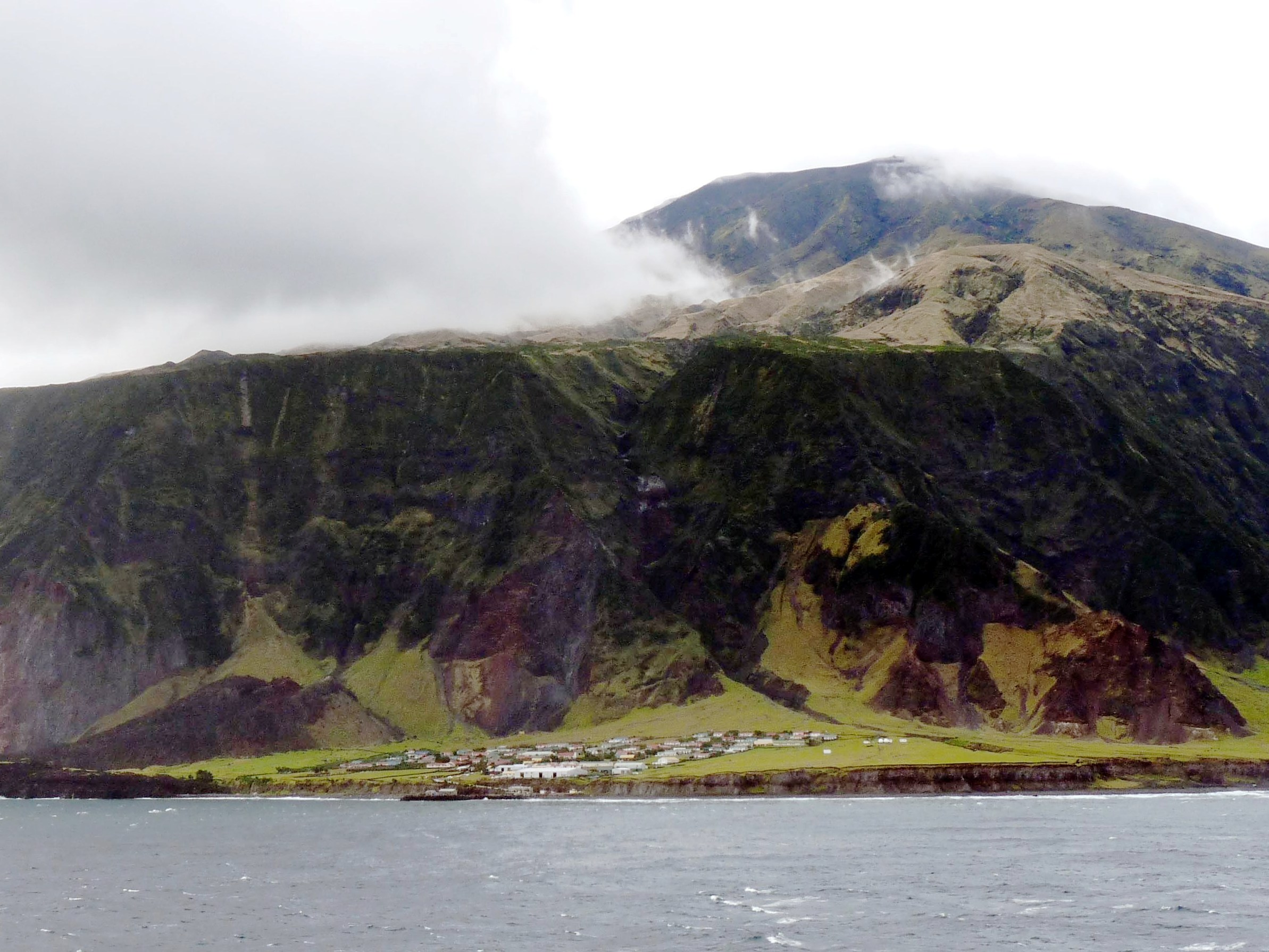
Edimburgo de los Siete Mares, capital de Tristán de Acuña.

Durante la batalla del Atlántico en la Segunda Guerra Mundial y en los siguientes años, las islas sirvieron de base para las patrullas que combatían los submarinos alemanes.
Estados Unidos y Reino Unido todavía operan conjuntamente el aeropuerto de la Royal Air Force en la isla de Ascensión, que también sirve para comunicaciones, centro de inteligencia y navegación. Una de las cinco estaciones terrestres de la Red GPS está localizada en Ascensión.

## Gobierno y política

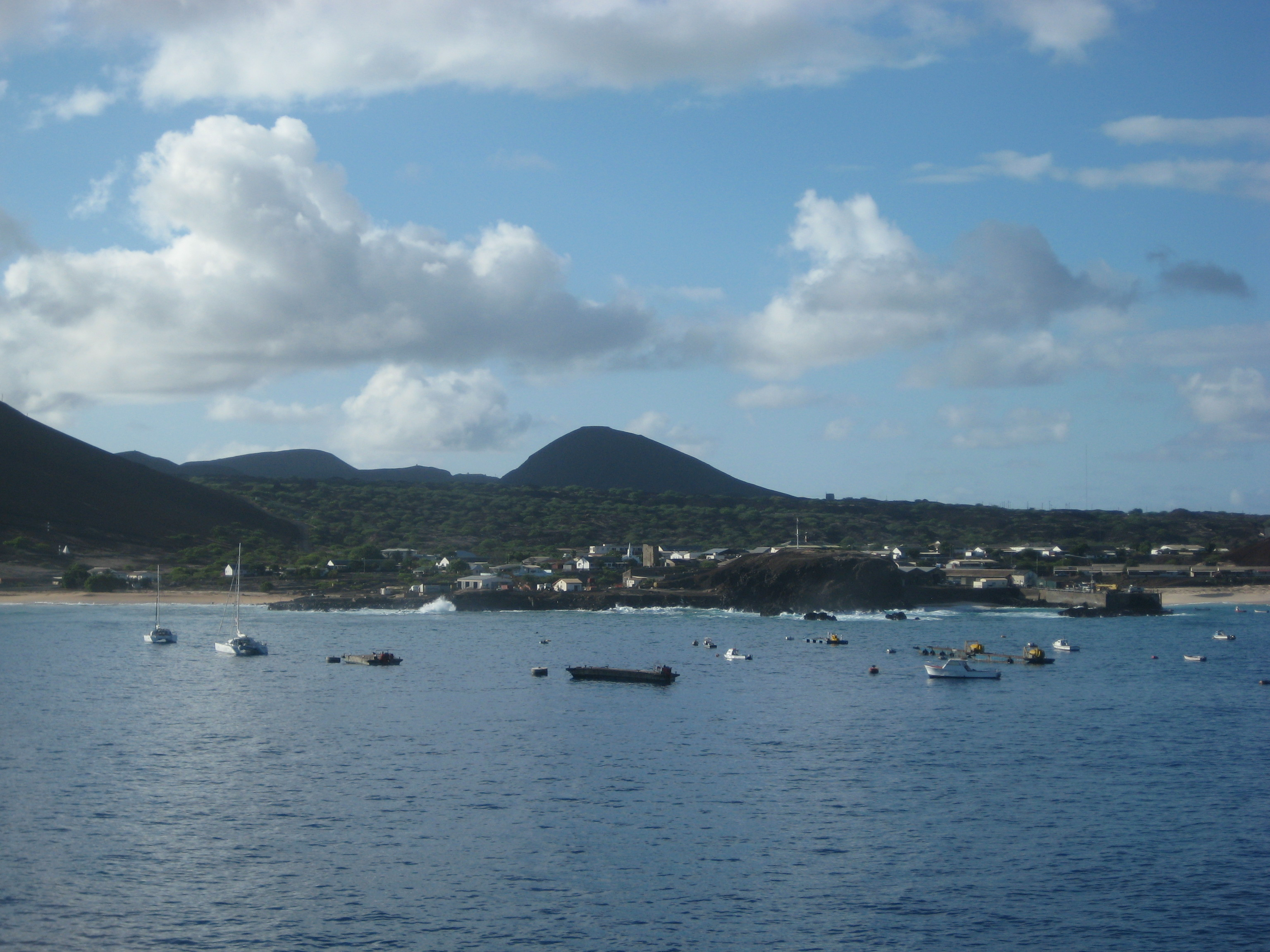
Georgetown, capital de Ascensión

Se trata de un territorio británico de ultramar (British Overseas Territories), territorios bajo soberanía británica que no forman parte del Reino Unido. Santa Elena está incluida en la lista elaborada por la Organización de las Naciones Unidas de descolonización.
El jefe de Estado es el soberano del Reino Unido; en la actualidad ostenta este título el rey Carlos III. El jefe de gobierno es el gobernador y Comandante en Jefe, que es designado por el monarca; existe un Consejo Ejecutivo que funciona como gabinete y es dirigido por el gobernador, dos miembros ex oficio y seis miembros elegidos por el Consejo Legislativo.
Existe un Consejo Legislativo unicameral, que está formado por 15 escaños, incluyendo el vocero o portavoz, tres miembros ex oficio y doce miembros elegidos mediante votación popular por un período de cuatro años. No existen los partidos políticos desde 1976 y todos los miembros son independientes sin afiliación política.
Existe una Corte Suprema dentro de la dependencia. La Constitución actual rige desde el 1 de septiembre de 2009.

### Constitución

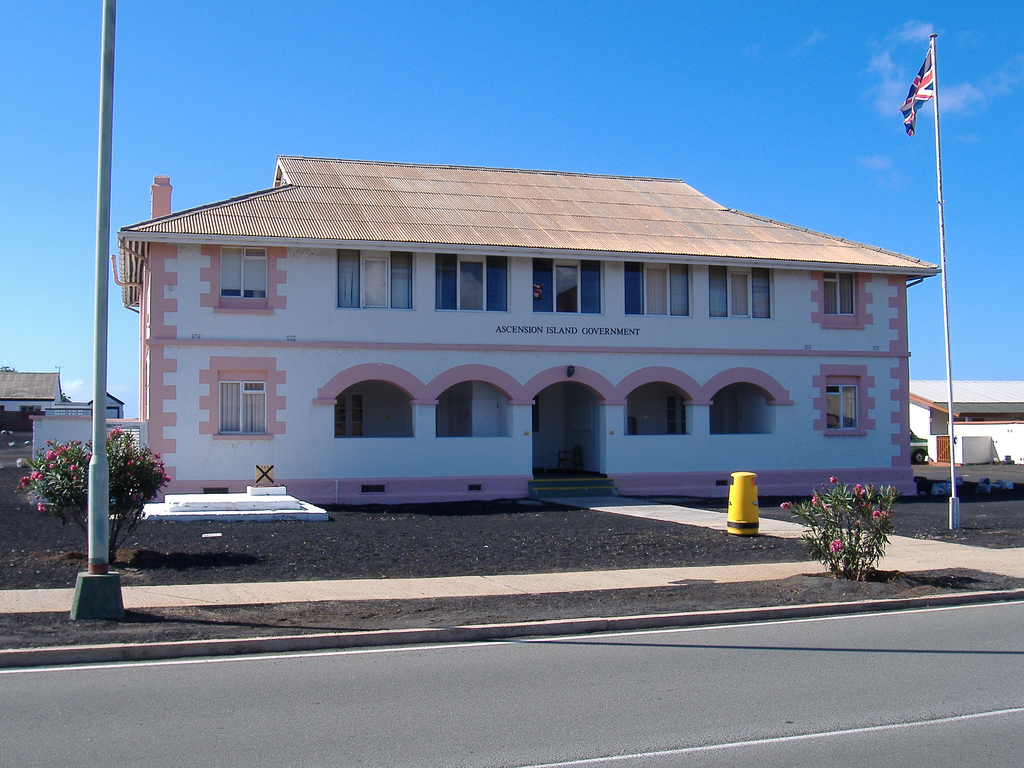
Casa del Gobierno de Ascension

La Orden de Constitución de Santa Elena, Ascensión y Tristán de Acuña de 2009 (una Orden de Consejo del concilio privado del Reino Unido) impuso una nueva constitución para el territorio, que comenzó a funcionar el 1 de septiembre de 2009. Aunque incluía a Ascensión y Tristán de Acuña como partes idénticas del territorio junto con Santa Elena, la constitución está dividida en tres capítulos, uno por cada parte del territorio. Santa Elena tiene un gobernador y un consejo legislativo, mientras que Tristán de Acuña y Ascensión tiene cada una un administrador y un consejo de la isla. Destaca la inclusión en la constitución (para cada parte del territorio) de los "derechos y libertades fundamentales del individuo".
| Parte            | Representante de la corona            | Consejo                                |
| ---------------- | ------------------------------------- | -------------------------------------- |
| Santa Elena      | Gobernador de Santa Elena             | Consejo Legislativo de Santa Elena     |
| Isla Ascensión   | Administrador de la Isla de Ascensión | Consejo de la Isla de Ascensión        |
| Tristán de Acuña | Administrador de Tristán de Acuña     | Consejo de la Isla de Tristán de Acuña |

Santa Elena también tiene un consejo ejecutivo. El gobernador de Santa Elena es el representante de la Corona británica para todo el territorio. Las tres partes del territorio comparten el mismo Juzgado, y la misma Corte Suprema y la Corte de Apelación.

### Organización político-administrativa
La dependencia se divide en tres unidades administrativas:
| Administrativa Área | Área km² | Población (2016) | Centro administrativo        |
| ------------------- | -------- | ---------------- | ---------------------------- |
| Santa Elena         | 122      | 4534             | Jamestown                    |
| Isla Ascensión      | 88       | 806              | Georgetown                   |
| Tristán de Acuña    | 184      | 293              | Edimburgo de los Siete Mares |
| Total               | 394      | 5633             | Jamestown                    |

## Geografía

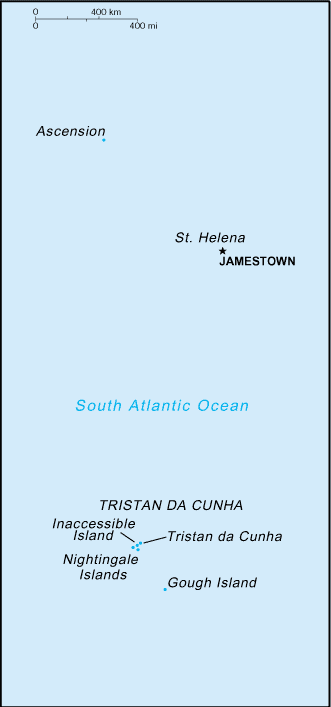
Mapa de la dependencia de Santa Elena, Ascensión y Tristán de Acuña.

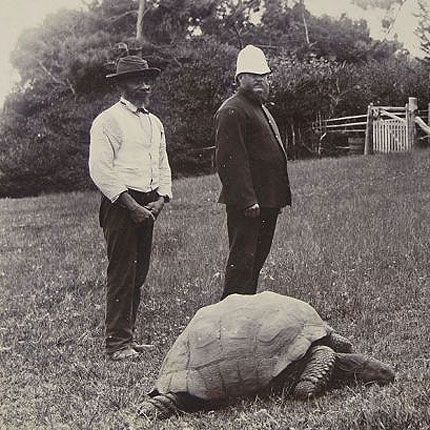
Fotografía en Santa Elena de la tortuga residente Jonathan alrededor de 1900, con un prisionero de la guerra de los bóeres.

La isla de Santa Elena tiene una superficie de 121 km². Otras islas que pertenecen a este territorio son la Isla de Ascensión y el archipiélago de Tristán de Acuña, consistente en la isla homónima y las Isla de Diego Álvarez, Inaccesible y el grupo de las Islas Ruiseñor. Todas estas islas son de origen volcánico, muy escarpadas, lo que impide prácticamente la agricultura, apenas con un 13% del terreno cultivable. El punto más alto es el pico de Queen Mary's en Tristán de Acuña (2060 m).
El clima de la isla es tropical, templado debido a la influencia marina. Tristán de Acuña es más fría que Santa Elena, pero posee prácticamente las mismas características.

## Comunicaciones

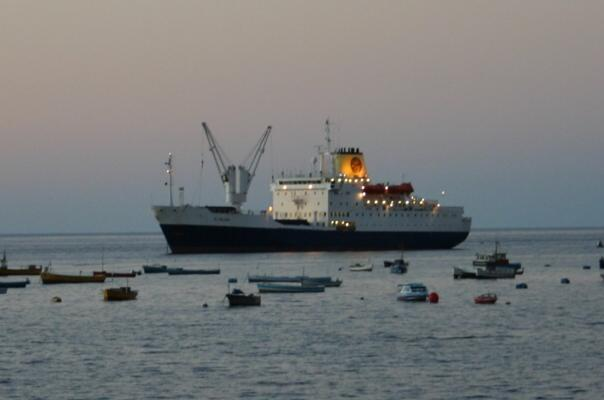
RMS St Helena en James Bay, a las afueras de Santa Elena

Cada una de las tres islas principales tiene un embarcadero o un pequeño puerto, situado en las ciudades principales (Georgetown, Jamestown y Edimburgo de los Siete Mares).  No existe conexión directa entre ninguna de las tres islas. Existe una aeródromo militar en la Isla Ascensión (RAF Ascension Island) con vuelo regulares entre RAF Brize Norton en el Reino Unido y RAF Mount Pleasant en las Islas Malvinas. Su usuario principal es la RAF, aunque también se producen algunos vuelos civiles. La isla Ascensión es también utilizada por los militares estadounidenses (quien aprovisiona a la base con el MV Ascension) y es un lugar que sirve de aterrizaje de emergencia al Programa del Transbordador Espacial. En la actualidad no hay aeródromo en la isla de Santa Elena, pero se ha propuesto un aeropuerto civil y está previsto que sea abierto en 2015, con vuelos hacia y desde Sudáfrica. Tristán de Acuña no tiene aeródromo y está considerada la isla habitada más remota del mundo. Solo está conectada por mar con Sudáfrica, un viaje que tarda al menos cinco días en completarse. También pasan por Tristán de Acuña algunos barcos turísticos que cruzan el Océano Atlántico procedentes de Argentina.

### Telecomunicaciones
Cable and Wireless proporciona el servicio de telecomunicaciones en el territorio. Santa Elena tiene el prefijo internacional +290 que, desde 2006, Tristan da Cunha comparte. Los números de teléfono tienen cuatro dígitos de longitud. Los números comienzan con 1-9, con 8xxx están reservados para Tristán de Acuña y los 2xxx para Jamestown. La isla Ascension tiene el prefijo de llamadas +247 y también tienen números de cuatro dígitos en la isla. La isla Ascension también posee una amplia instalación de retransmisiones para comunicaciones internacionales de onda corta con África y América del Sur.
Prefijo de radio:ZD9.

### Correo
La isla Ascension, Tristán de Acuña y Santa Elena también publican sus propios sellos, que proporcionan unos importantes ingresos. Cada una de las tres islas principales del archipiélago tiene su propio código postal de la Royal Mail:
- Isla Ascension: ASCN 1ZZ
- Santa Elena: STHL 1ZZ
- Tristán de Acuña: TDCU 1ZZ

El último Royal Mail Ship — RMS St Helena — hace la ruta con Ciudad del Cabo (y menos frecuentemente con el Reino Unido, y a veces con la Bahía Walvis en Namibia) a las islas. Se espera que la ruta se mantenga hasta la inauguración del aeropuerto en la isla de Santa Elena.

### Tráfico de vehículos
Santa Elena tiene 138 kilómetros (85,7 mi) — 118 kilómetros (73,3 mi) asfaltados y 20 kilómetros (12,4 mi) sin asfaltar — de carreteras. Tristán de Acuña tiene aproximadamente 10 kilómetros (6,2 mi) de carreteras asfaltadas, mientras que Ascension tiene en torno a 40 kilómetros (24,9 mi) asfaltados. Cada isla tiene su propio sistema de registro de propiedad de vehículos. El tráfico conduce por la izquierda en las tres partes del territorio, al igual que se hace en el Reino Unido.

## Demografía
La mayor parte de la población habita en la isla de Santa Elena, con un total de 5157 habitantes. 850 aproximadamente viven en la capital, Jamestown. Otras 1122 personas viven en Ascensión, de las cuales más de 500 viven en la capital, Georgetown. En Tristán de Acuña viven alrededor de 284 personas.
Los grupos étnicos que existen en la isla son descendientes de africanos (50%), blancos (25%) y descendientes de chinos (25%).

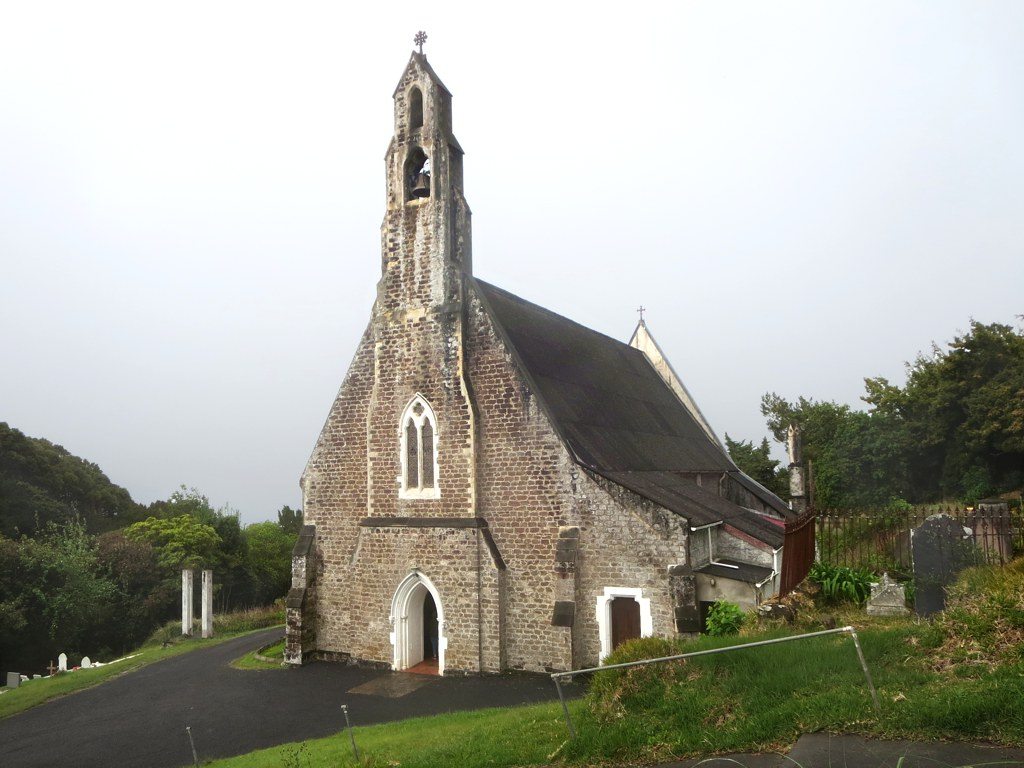
Catedral Anglicana de San Pablo

### Religión
Santa Elena, Ascensión y Tristán de Acuña es un territorio laico donde la Iglesia está separada del estado. Según los últimos datos disponibles la mayoría de sus habitantes son cristianos siendo la denominación anglicana la que representa la mayoría con un 81,5%, le siguen los Testigos de Jehová con 4,8%, los bautistas con 2,5%, adventistas del Séptimo Día 2,1%, católicos con 1,4%, y otros grupos minoritarios. Como hecho curioso destaca que es el lugar en donde hay mayor proporción de testigos de Jehová en el mundo. En Tristán de Acuña por su parte, el cristianismo es la principal religión, siendo las mayores denominaciones la anglicana y la católica.
La mayoría de los residentes de Santa Elena pertenecen a la Comunión Anglicana a través de la Iglesia Anglicana del África Meridional y son miembros de la diócesis anglicana de Santa Elena, que tiene su propio obispo e incluye la isla de Ascensión. Los católicos son atendidos pastoralmente por la Missio sui iuris de Santa Elena, Ascensión y Tristán da Cunha, cuyo cargo de superior eclesiástico recae en la Prefectura Apostólica de las Islas Malvinas.

## Cultura

### Festividades
| Fecha                  | Nombre                     | Notas |
| ---------------------- | -------------------------- | --- |
| 1 de enero             | Año nuevo                  | El 2 de enero también es festivo si el 1 de enero cae en domingo; el 3 de enero también es festivo si el 1 de enero es sábado. |
| Marzo-abril            | Viernes Santo              | |
| Marzo-abril            | Lunes de Pascua            | |
| 3.er lunes de abril    | Cumpleaños de la Reina     | El cumpleaños de Isabel II es el 21 de abril.                                                                                  |
| 21 de mayo             | Día de Santa Elena         | |
| Mayo o junio           | Día de la Ascensión        | Solo en Ascensión y Tristán de Acuña                                                                                           |
| Mayo o junio           | Lunes de Pentecostés       | |
| Mayo o junio           | Día de la caza de ratas    | Solo en Tristán de Acuña |
| 14 de agosto           | Día del Aniversario        | Solo en Tristán de Acuña |
| Último lunes de agosto | Fiesta del Banco de Agosto | Solo en Santa Elena y Ascensión                                                                                                |
| 25 de diciembre        | Navidad                    | |
| 26 de diciembre        | Boxing Day                 | Si el 26 de diciembre es domingo, el Boxing Day se celebra el 27 de diciembre.                                                 |

## Galería de imágenes

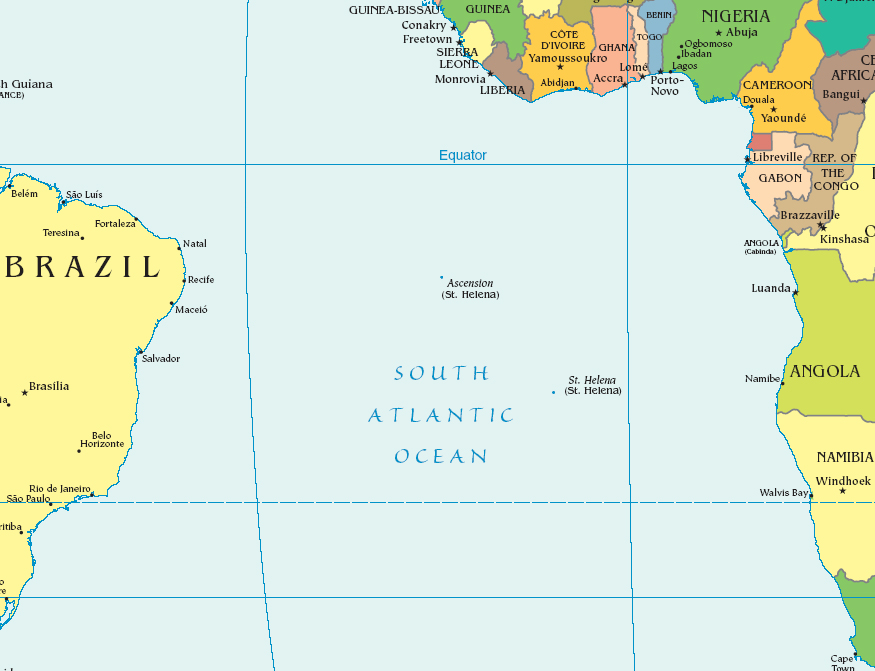
Ubicación de las islas de isla Ascensión y de Santa Elena en el Atlántico Sur.
Mapa de la isla Ascensión.
Mapa de la isla Santa Elena.
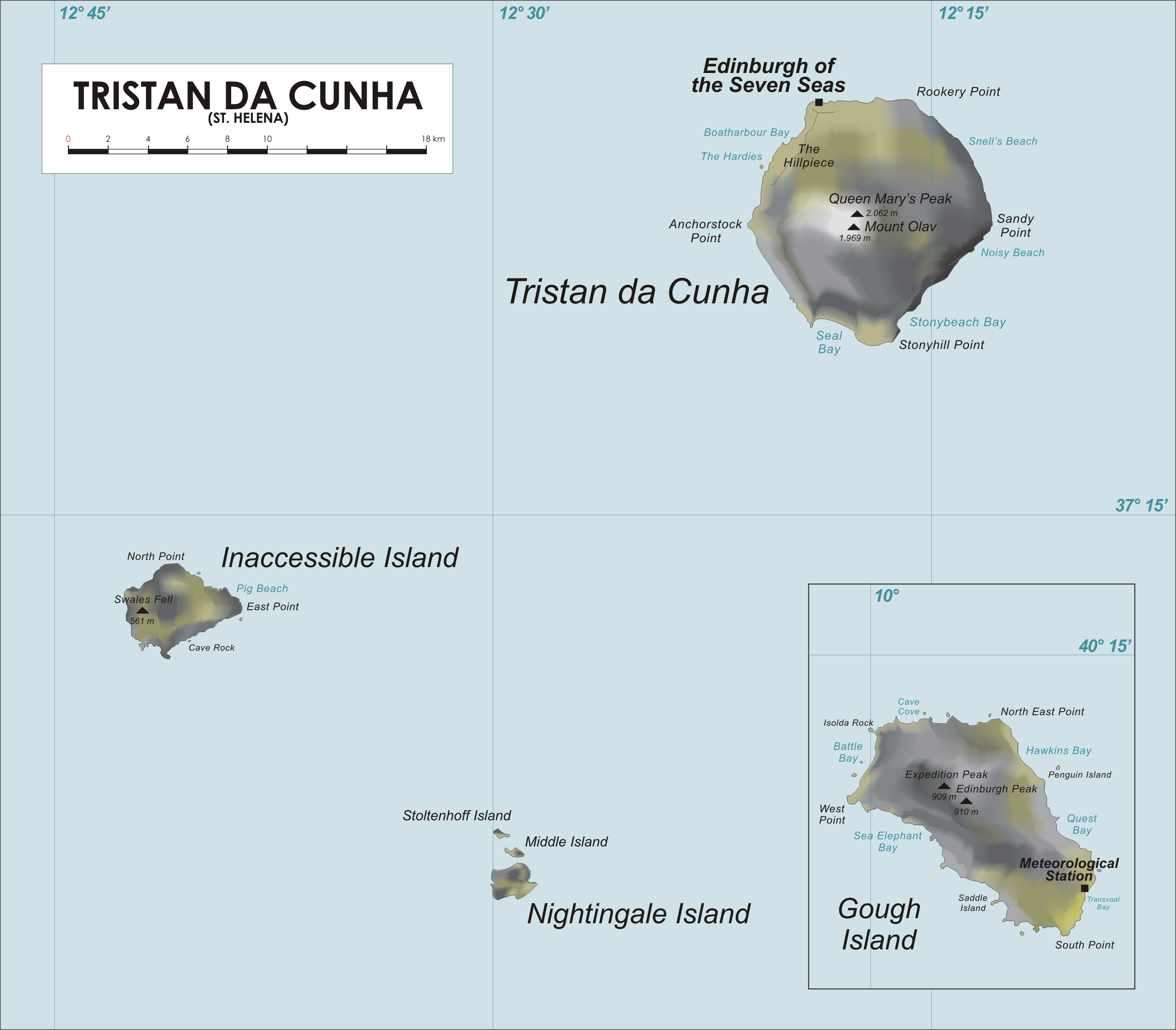
Mapa del grupo de Tristán de Acuña (incluyendo la isla de Diego Álvarez).
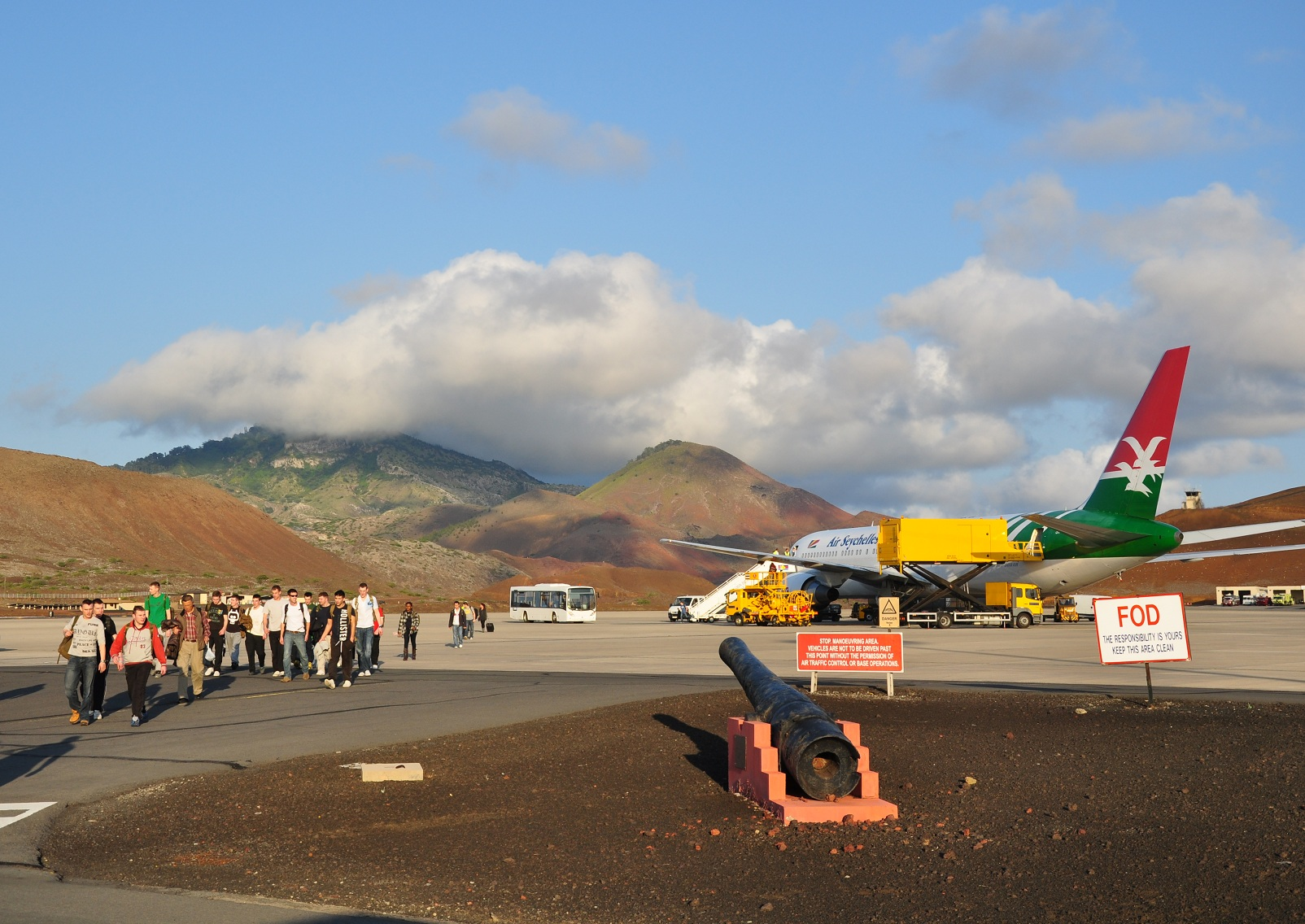
La Base Aérea de la Isla Ascensión, localizada en la isla homónima.
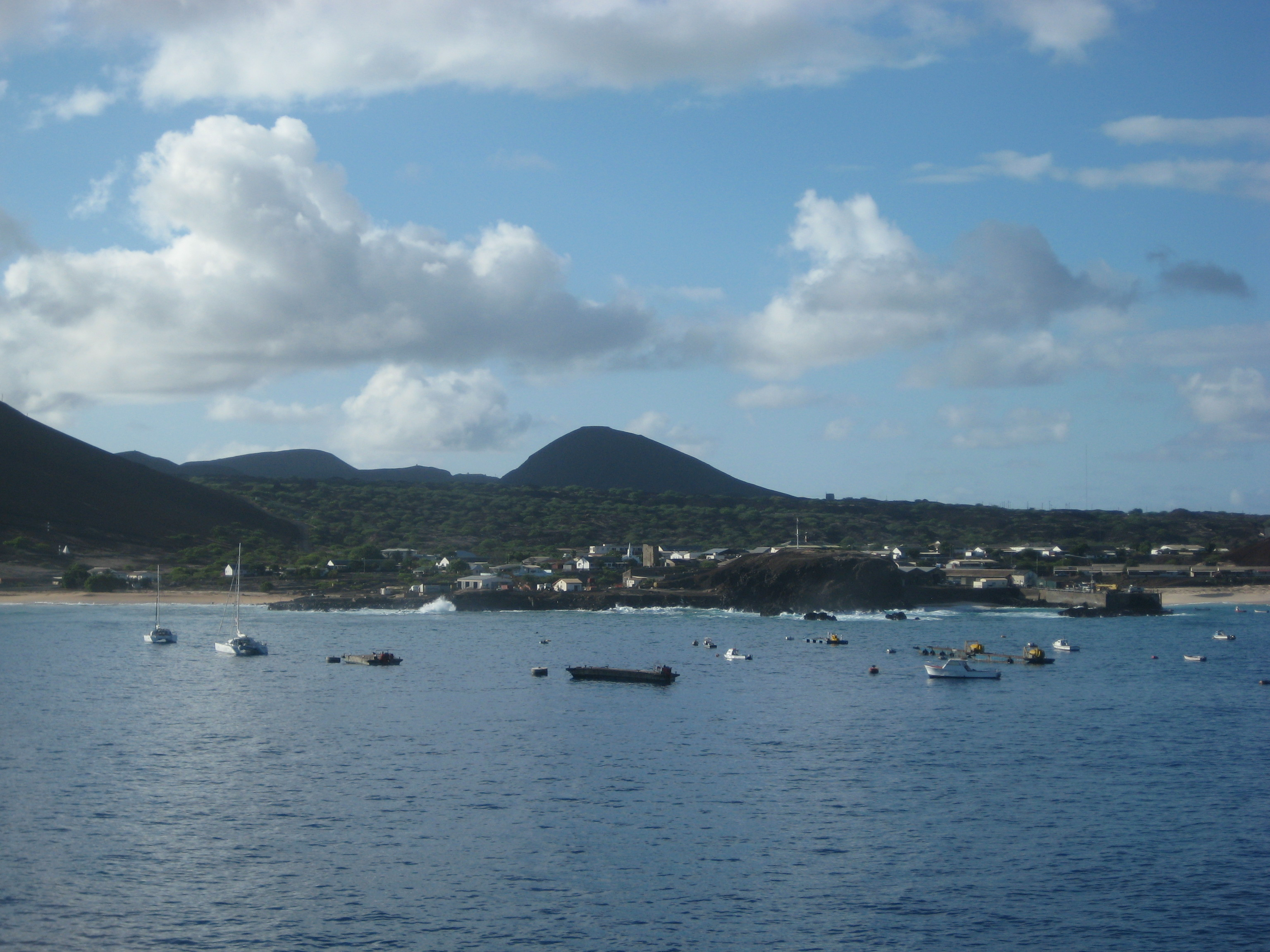
La capital de la isla Ascensión, Georgetown.
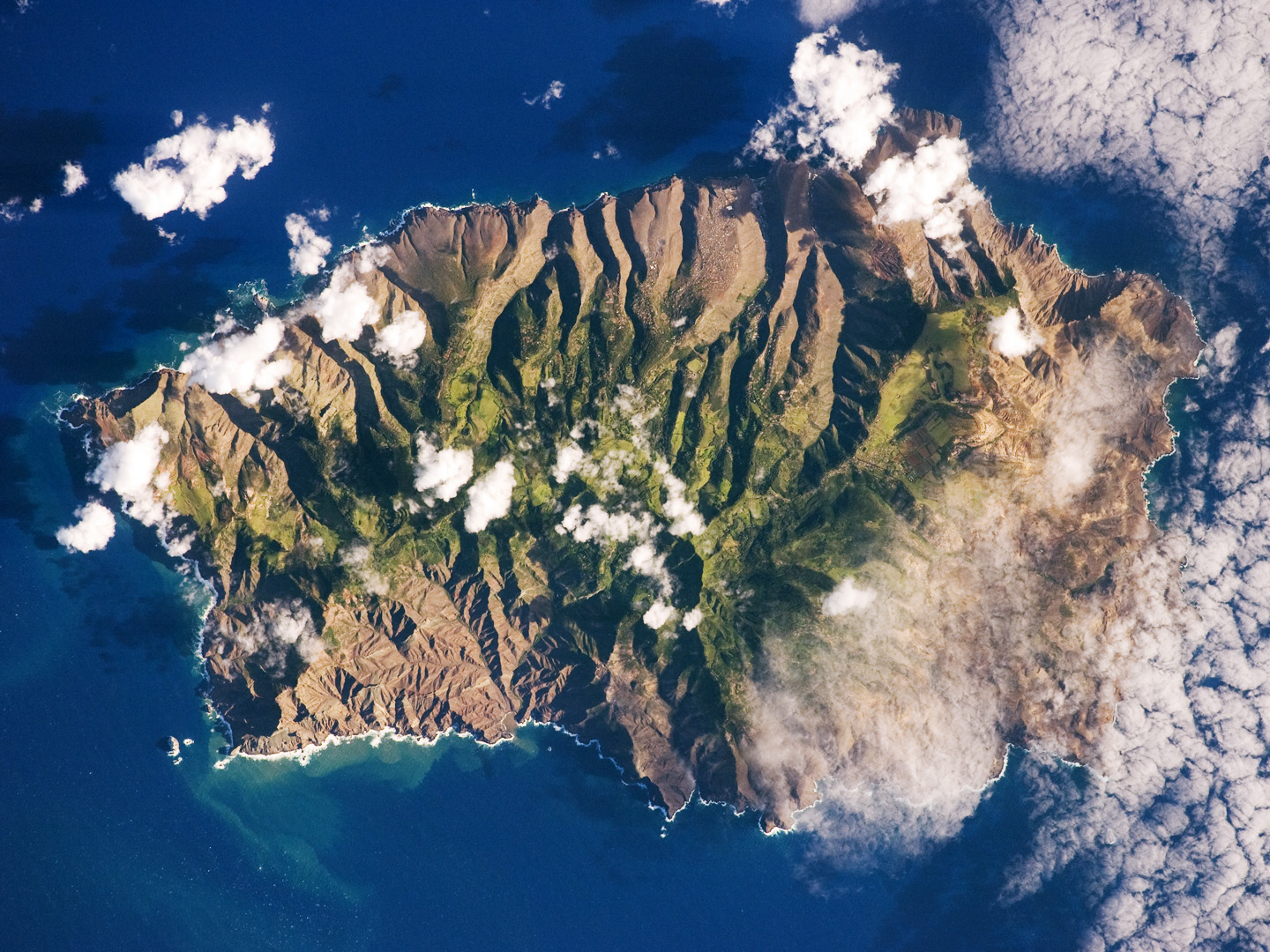
Imagen de la isla de Santa Elena, hecha a bordo de la Estación Espacial Internacional (ISS).
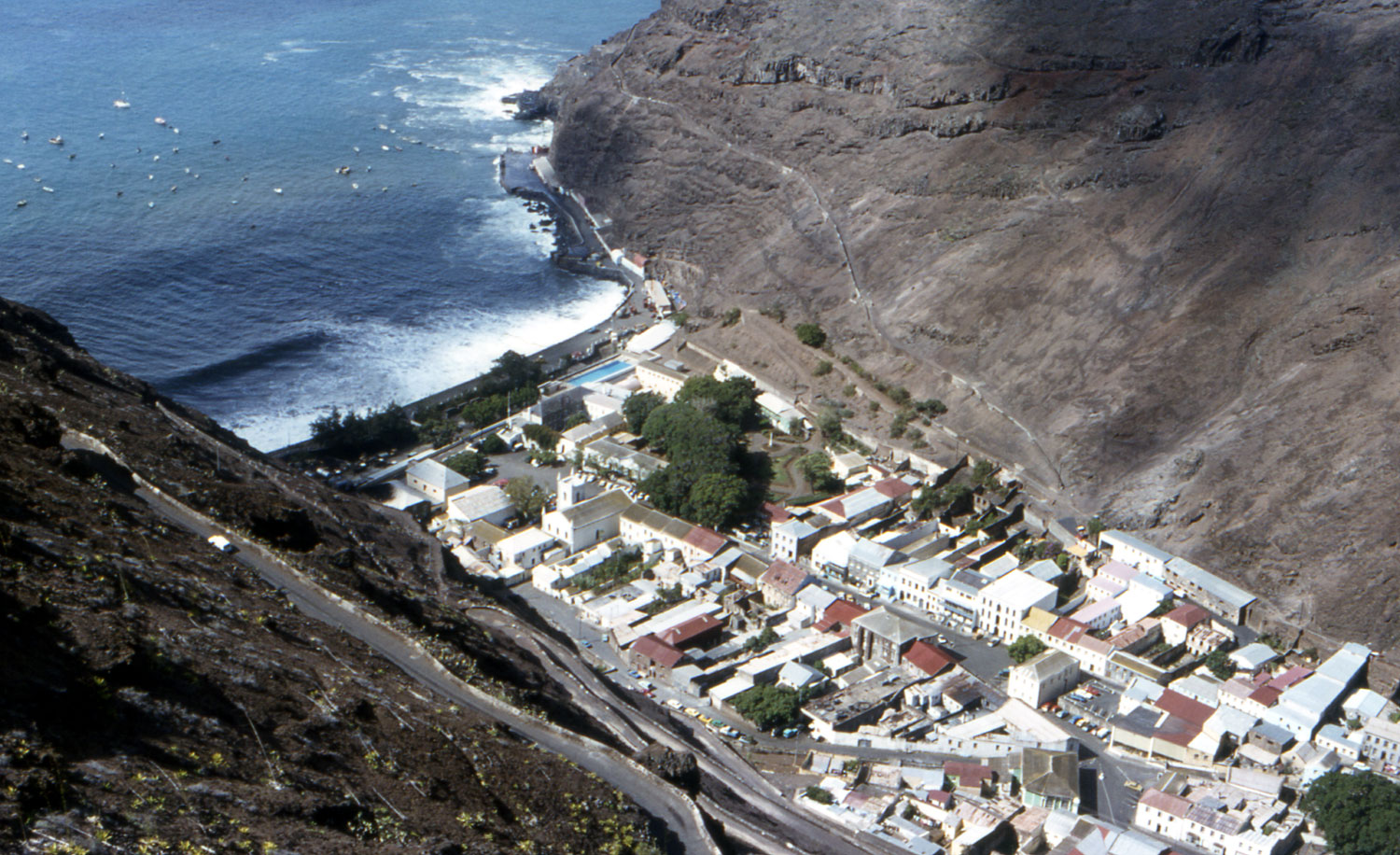
La capital del territorio, Jamestown.
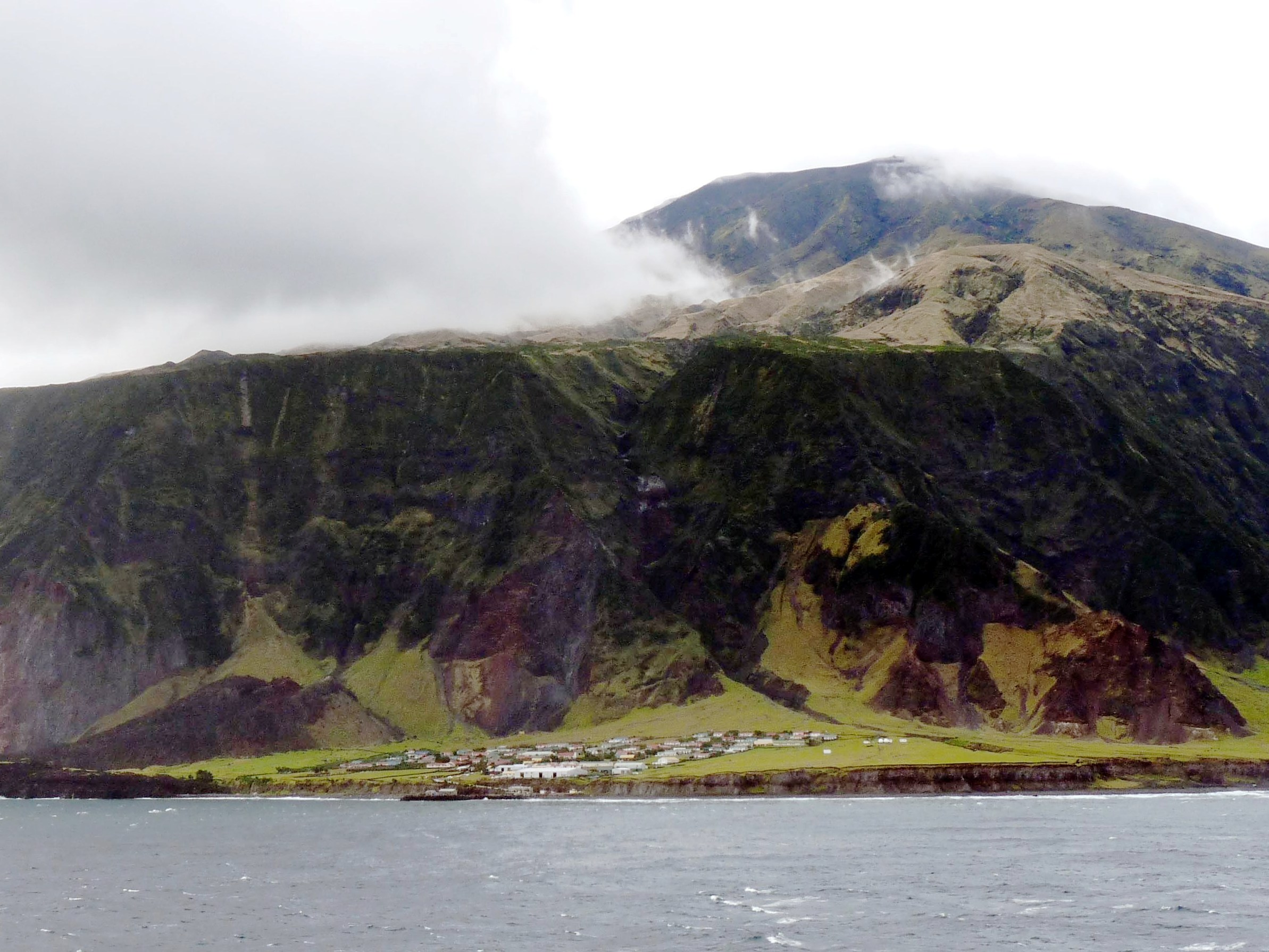
La isla Tristán de Acuña, vista desde el Pico de Queen Mary y de la pequeña población de Edimburgo de los Siete Mares.
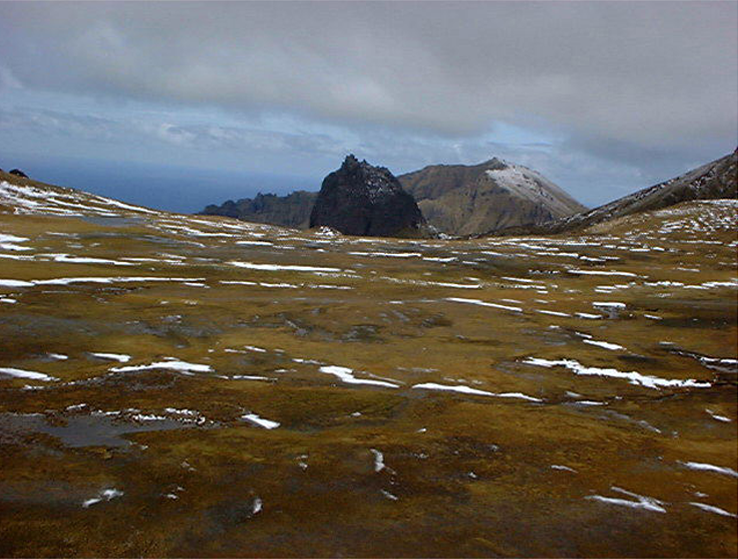
Panorama de la isla de Diego Álvarez.